# Стела «Город воинской славы» (Белгород)
Памятник-стела «Город воинской славы» — стела, сооруженная на Соборной площади в городе Белгороде в память о присвоении городу почётного звания «Город воинской славы».

## История
На протяжении XVII века важное значение в обороне России имела пограничная Белгородская крепость, центр Белгородского воеводства. С 1658 года Белгород являлся главным городом Белгородской черты. В этом же году формируется Белгородский полк — крупное постоянное военное соединение, включавшее в себя все вооружённые силы на Белгородской черте и подчинявшееся Белгородскому воеводе. Формирование Белгородского полка представляло собой образование крупного военно-административного округа — Белгородского разряда, который просуществовал до начала XVIII века.
Но особенно важную роль в обороне страны Белгород сыграл в годы Великой Отечественной войны, в ходе которой город был сильно разрушен. В честь освобождения Белгорода и Орла от немецко-фашистских войск 5 августа 1943 года был дан салют в Москве. С тех пор Белгород называется городом первого салюта, а 5 августа празднуется как день города. Указом Президиума Верховного Совета СССР от 9 апреля 1980 года за мужество и стойкость, проявленные трудящимися города в годы Великой Отечественной войны, и за успехи, достигнутые в хозяйственном и культурном строительстве, город был награждён орденом Отечественной войны I степени.
В соответствии с Указом Президента РФ Путина Владимира Владимировича от 1 декабря 2006 года № 1340, в каждом городе, удостоенном звания «Город воинской славы», должна быть установлена стела, посвященная этому событию. Белгород был удостоен этого звания согласно указу Президента РФ от 27 апреля 2007 года № 558. 7 мая 2007 года в Екатерининском зале Московского Кремля состоялась первая церемония вручения грамот о присвоении звания городам, в числе которых был Белгород, после чего начались обсуждения по вопросу установки памятной стелы, которая должна олицетворять подвиг белгородцев в ходе Великой Отечественной войны, показать значение Белгорода в общем ходе войны. В 2009 году в городской администрации провели конкурс проектов размещения почётного знака. Эксперты пришли к мнению, что он должен стоять на Соборной площади, на месте памятника Владимиру Ленину. Но часть горожан не захотела расставаться с вождём мирового пролетариата. Защитники скульптуры устроили митинг у постамента, и в итоге установку колонны отложили.
В 2009 году поступила в обращение почтовая марка, а 23 мая 2011 года в обращение была выпущена памятная монета «Город воинской славы Белгород» номиналом 10 рублей. 

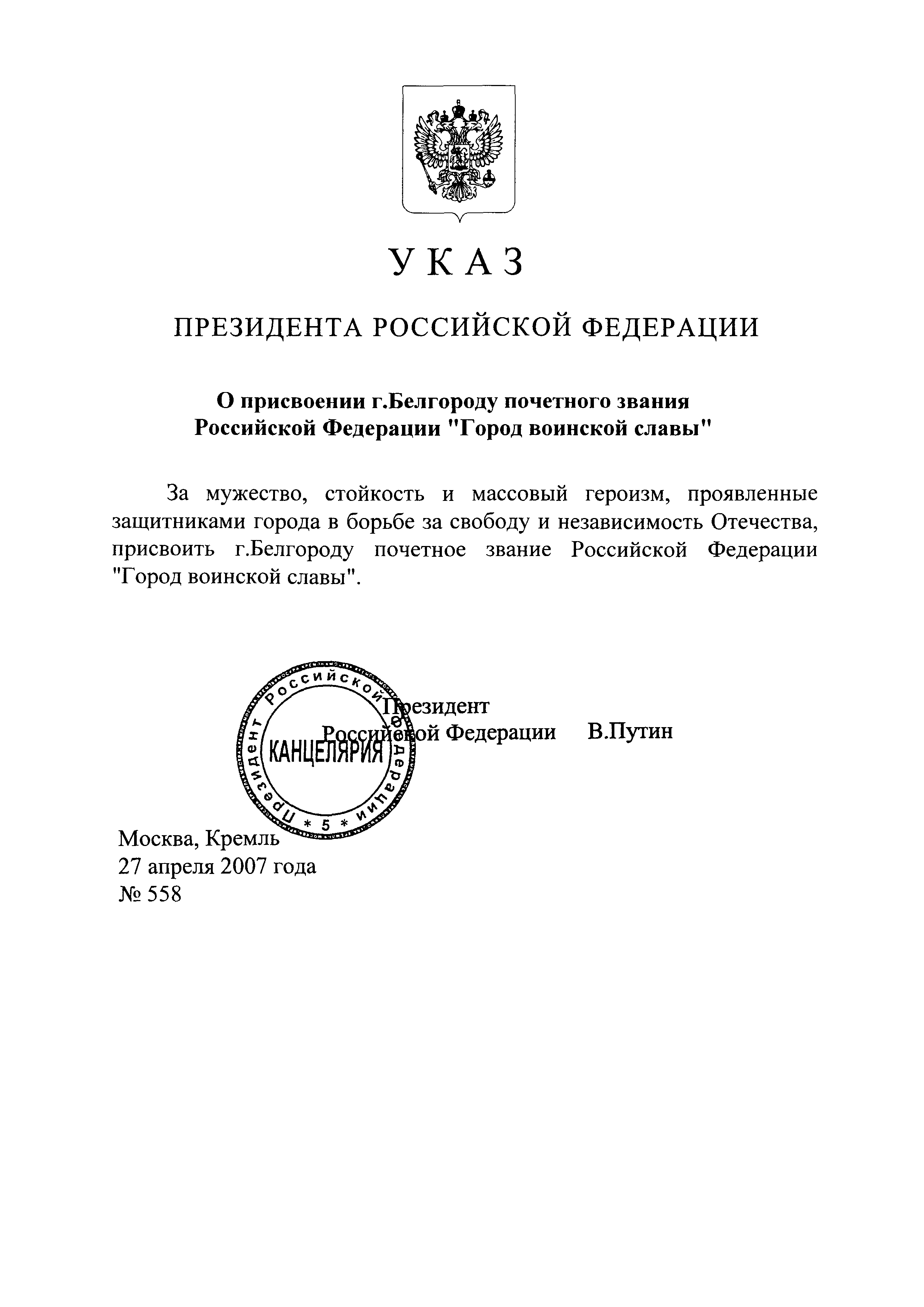
Указ о присвоении почётного звания
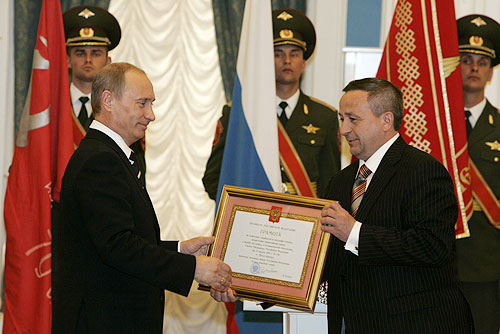
Вручение грамоты о присвоении Белгороду почётного звания
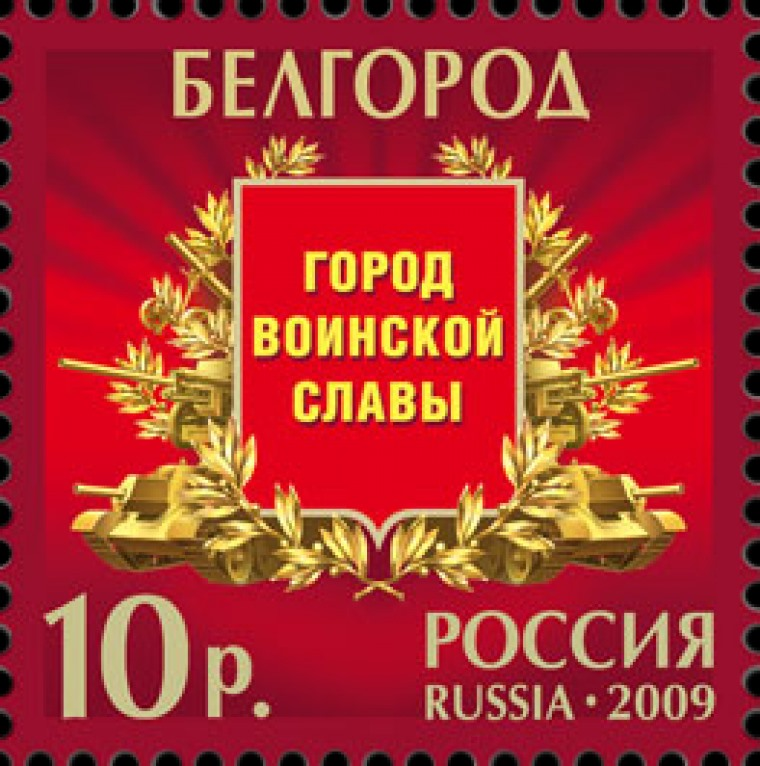
Памятная марка, посвящённая городу воинской славы
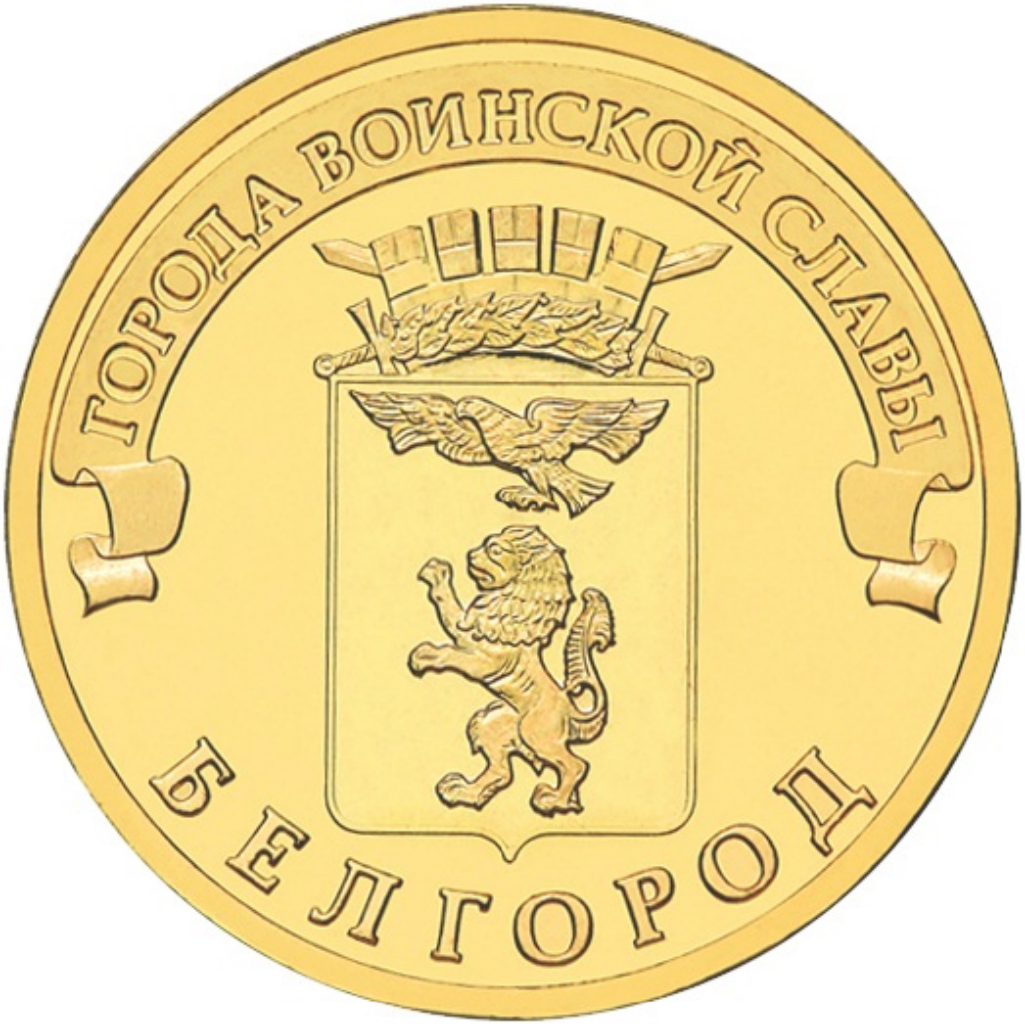
Изображение герба города воинской славы на монете

Белгород был первым из российских городов, которому в 2007 году указом Президента РФ было присвоено почетное звание «Город воинской славы», но другие города опередили его в строительстве мемориалов. В 2013 году количество стел, сооружённых в городах, получивших это звание позже, приближалось к тридцати. Мэр Белгорода, Сергей Боженов, высказал мнение, что в год 70-летия освобождения Белгорода — в год проведения в Белгороде первого организационного съезда Ассоциации Городов воинской славы — затягивать с установкой памятника больше нельзя. Было принято окончательное решение о месте установки стелы на Соборной площади, где находятся мемориал в честь Великой Отечественной войны и доски почёта с фамилиями бойцов Красной Армии.
Коммунисты, в свою очередь, провели ряд мероприятий протеста, митингов. 23 января 2013 года они повесили на стену мэрии «Грамоту Боженову», в которой говорилось: «Награждается Боженов Сергей Андреевич за активную работу по формированию революционной ситуации на Белгородчине, весомый личный вклад в дело укрепления среди белгородцев духа пролетарской ненависти к зажравшемуся чиновничеству». 27 января 2013 года они также провели несколько акций протеста у памятника на Соборной площади, но на выполнение работ по установке стелы это никак не повлияло. Перенос памятника В. И. Ленину с Соборной площади привёл к удорожанию проекта примерно на 12 млн рублей. Итоговая стоимость работ по установке стелы в 35 млн рублей – одна из самых высоких из всех городов, установивших стелу.
Торжественная церемония открытия стелы состоялась 10 июля 2013 года, в год 70-летия Прохоровского танкового сражения, освобождения Белгорода и Курской битвы. Помимо ветеранов войны и других представителей общественности, на открытии памятника присутствовали первые лица города и области. Чин освящения монумента совершил епископ Губкинский и Грайворонский Софроний.
Архитектурно-скульптурное решение памятной стелы «Город воинской славы» утверждено Российским организационным комитетом «Победа» по результатам открытого всероссийского конкурса, в котором победил проект авторского коллектива в составе: Заслуженный архитектор России, действительный член Международной академии архитектуры И. Н. Воскресенский, архитекторы Г. А. Ишкильдина, В. В. Перфильев, Заслуженный художник России, член-корреспондент Российской академии художеств, скульптор С. А. Щербаков.
Памятник представляет собой гранитную колонну дорического ордера, увенчанную позолоченным гербом Российской Федерации и установленную на широком постаменте, на котором размещён текст Указа Президента Российской Федерации о присвоении городу почётного звания «Город воинской славы». Также в дополнение композиции имеются барельефы, расположенные на четырёх угловых пилонах, на которых отражена военная история Белгорода: 
- Станичная сторожевая служба. Поиск мест и закладка крепостей Московским государством.
- Первая Белгородская крепость.
- Вторая крепость и создание Белгородской черты.
- Создание Белгородского разряда - военно-административного района (период 3-й крепости), на изображении одно из полковых знамен.
- Участие Белгородского полка в сражении под Полтавой, почётное, пожалованное Петром I, знамя с будущим гербом.
- Жилая солдатская слобода у стены крепости, Успено-Николаевский собор, старейший каменный в городе. Крестный ход с иконой Николая Ратного, покровителя белгородских воинов.
- Создание Белгородской губернии в 1727 году, на изображении императрица Екатерина I с указом. Справа - епископ Иоасаф. На заднем плане Свято-Троицкий и Смоленский соборы.
- Две страницы с идентичным сюжетом — воины уходят на войну. В 1812 году на Отечественную, на фоне Преображенской церкви. В 1914 году — на первую мировую, на фоне вокзала.
- 1941 год. Белгородцы идут защищать страну от гитлеровской оккупации. На заднем плане — бывшая женская гимназия, ставшая фронтовым госпиталем.
- Оборона Белгорода. Подвиг стрелков и танкистов, пытавшихся сдержать превосходящие силы наступления. Герои-танкисты Ф. Н. Самохвалов и С. А. Горелик, погибшие на подступах к городу.
- Период немецко-фашистской оккупации города: подпольщица с листовками, массовое сжигание в камышитовом заводе, угон жителей на работы в Германию, партизаны.
- Городской бой. Иллюстрирует первое освобождение Белгорода — изображённый американский танк М-3 был в подразделениях, освобождавших разрушенный город, по одной из версий именно на таком ворвался к площади лейтенант Андрей Попов.
- Прохоровское танковое сражение. Условная карта операции. Портрет командующего, генерала Н. Ф. Ватутина.
- Окончательное освобождение Белгорода 5 августа 1943 года. Стихотворный текст, водружение красного знамени над отбитым зданием, на заднем плане салют Победы в Москве.
- Участие белгородцев в современных локальных вооруженных конфликтах.
- Информационный текст о наградах и жертвах Белгородчины за период Великой Отечественной войны[16].

Исторические события, связанные с присвоением городу почётного звания, отражены в экспозиции Белгородского музея-диорамы, где хранится ещё один символ — Меч Победы, вручённый Белгороду, как и другим городам воинской славы, 9 июня 2022 года в зале Славы Музея Победы в парке Победы на Поклонной горе в Москве. Изготовленный в Златоусте меч покрыт золотом высшей 999,9 пробы и инкрустирован уральскими самоцветами — гранатами, символизирующими пролитую кровь, и голубыми топазами, которые считаются символом мира. Длина мечей составляет 1,2 метра, вес — более пяти килограммов. На клинке, украшенном растительным орнаментом, высечены знаменитые слова князя Александра Невского: «Кто с мечом к нам придет, тот от меча и погибнет». Ранее, в апреле 2015 года, аналогичные Мечи Победы были переданы на вечное хранение городам-героям.

Ф О Т О Г А Л Е Р Е Я
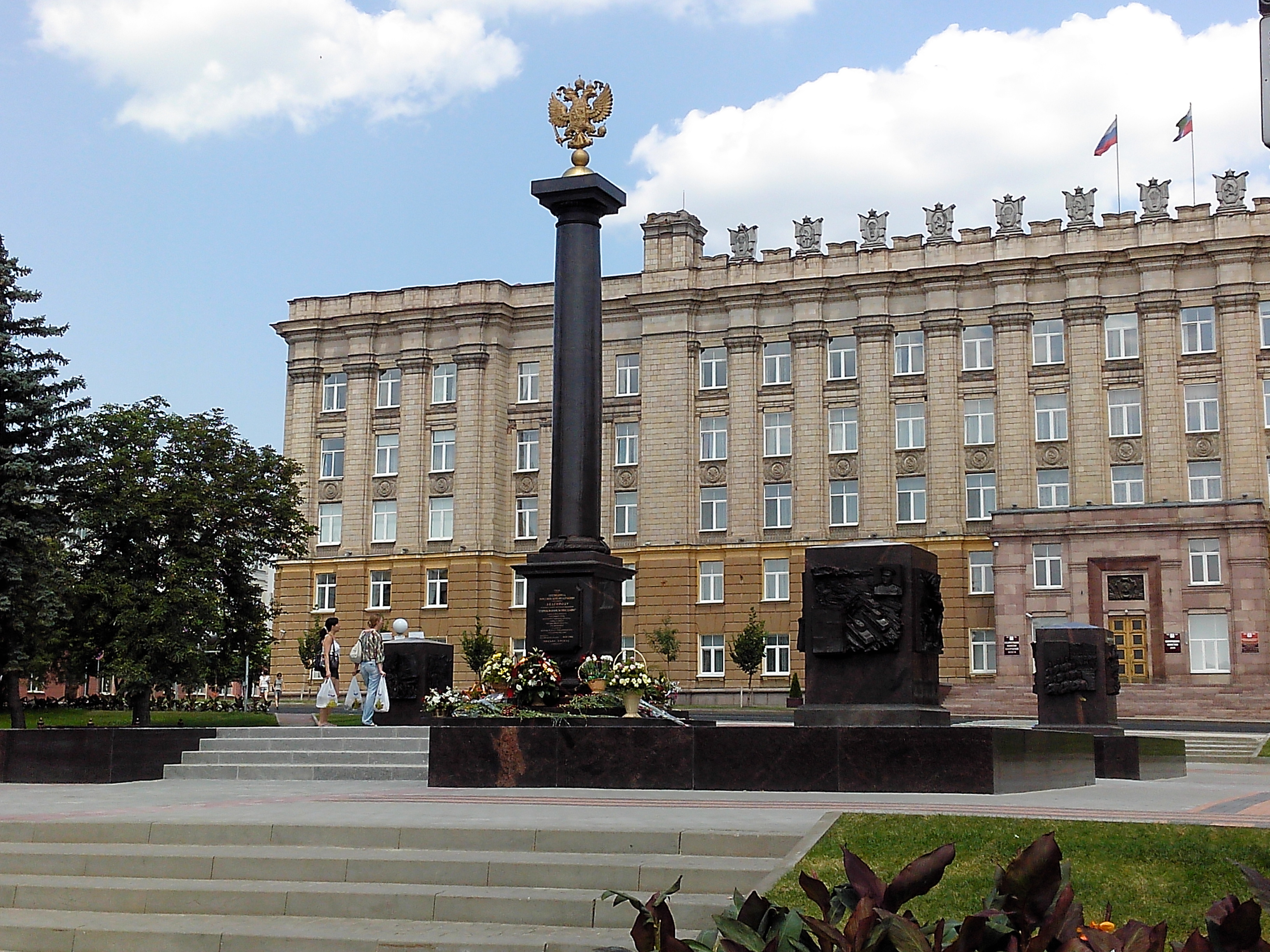
Общий вид
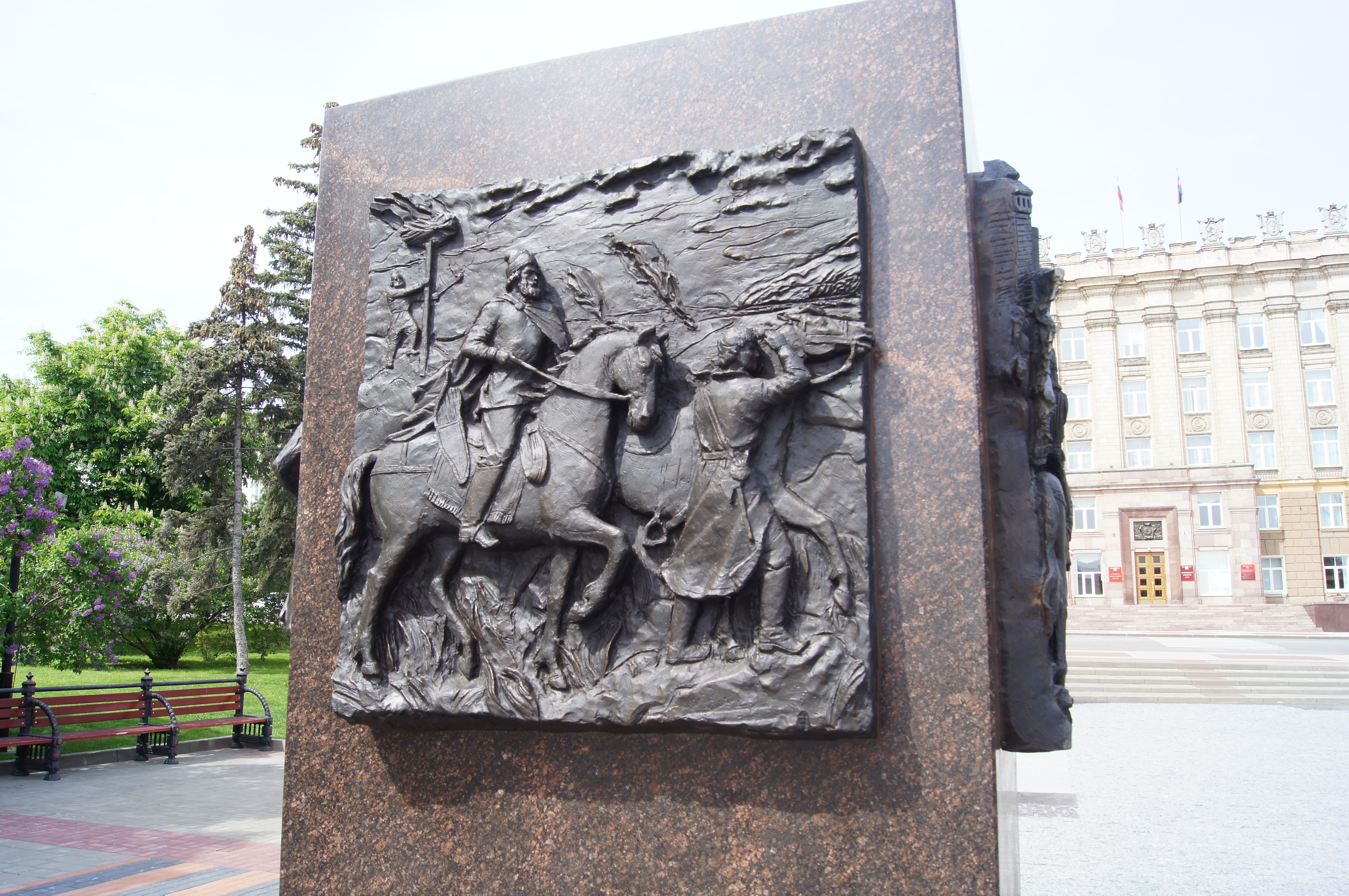
Барельеф с изображением станичной сторожевой службы
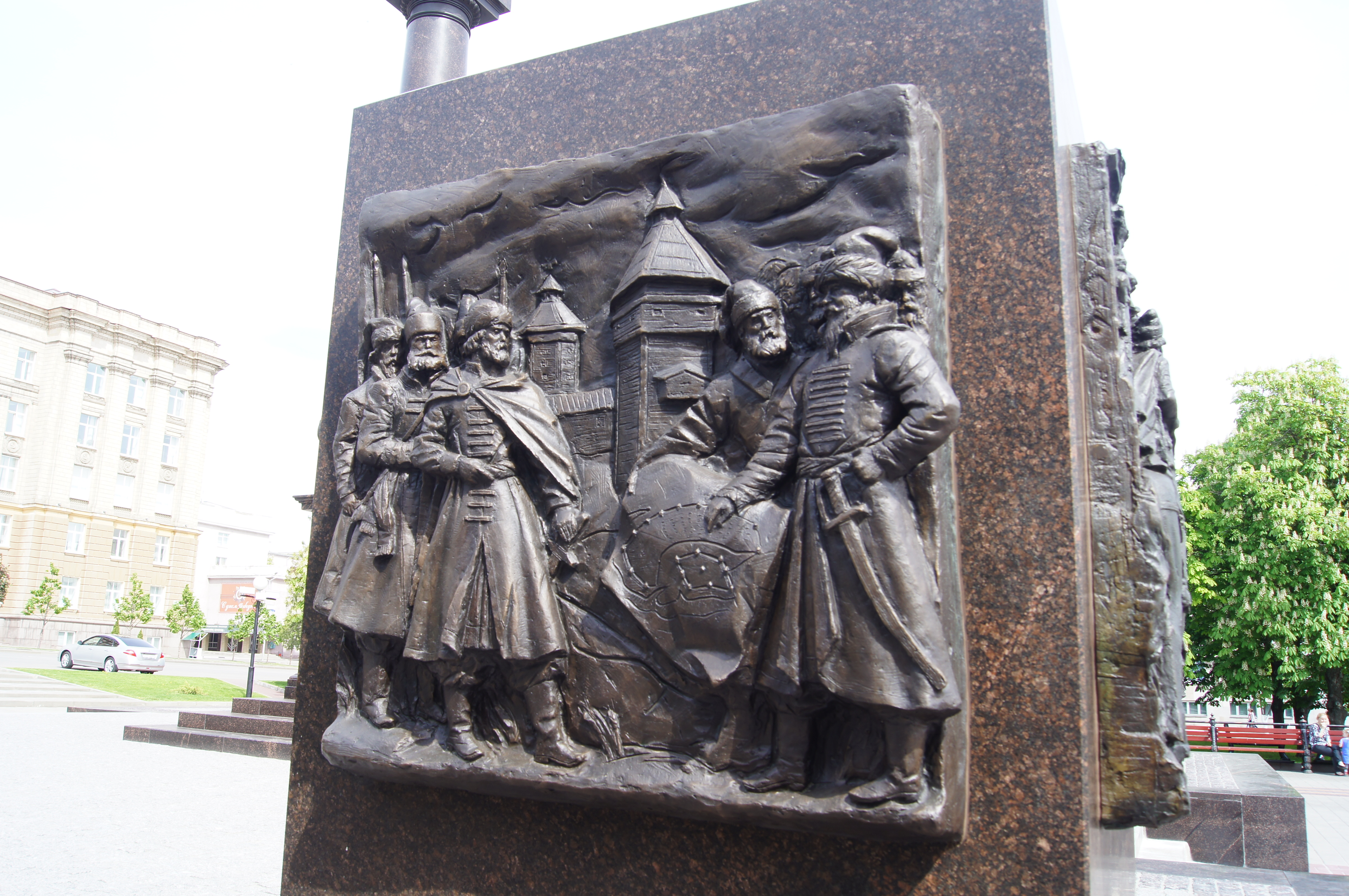
Барельеф с изображением первой Белгородской крепости
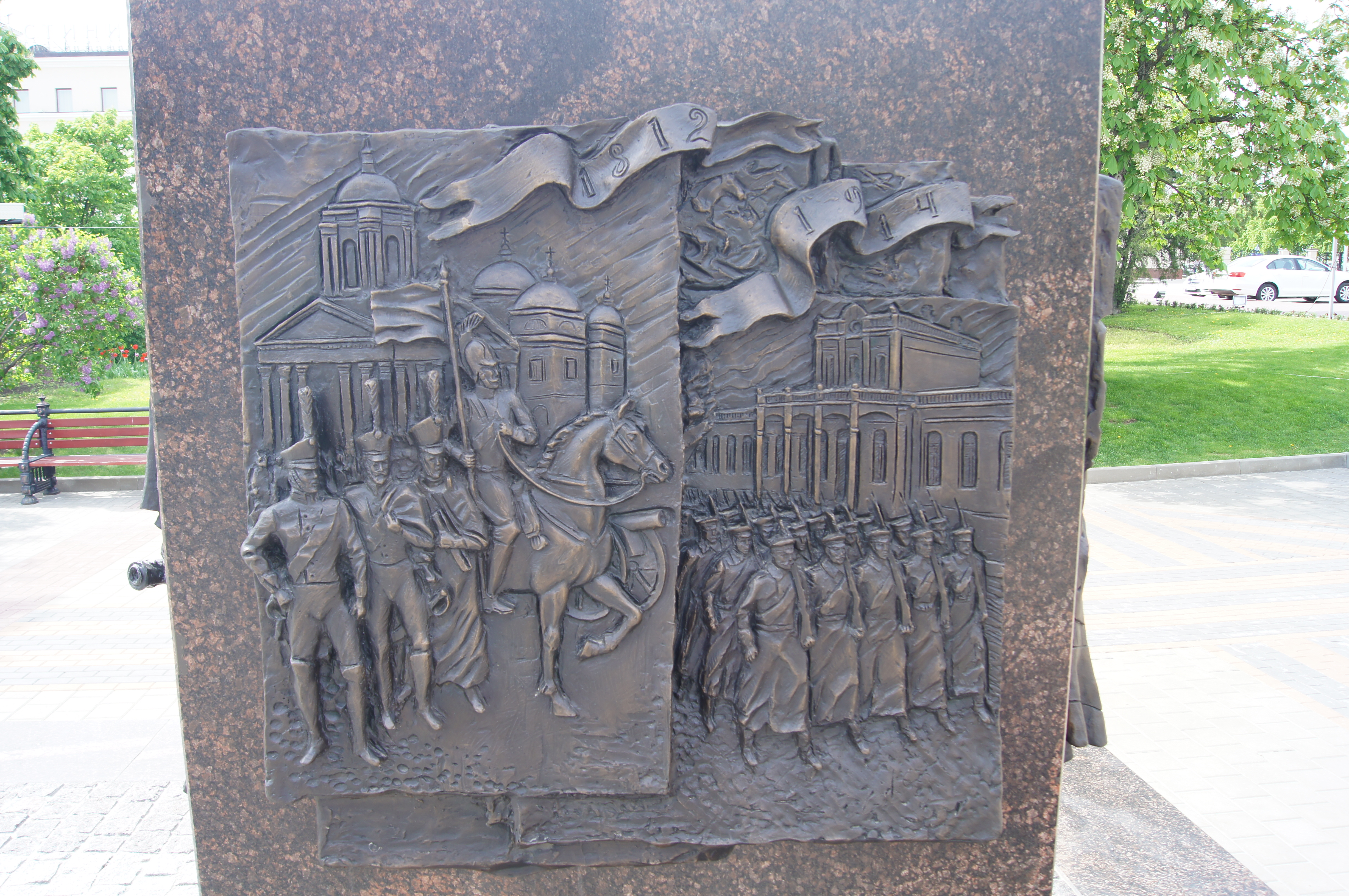
Барельеф с изображениями участников Отечественной и Первой мировой войн
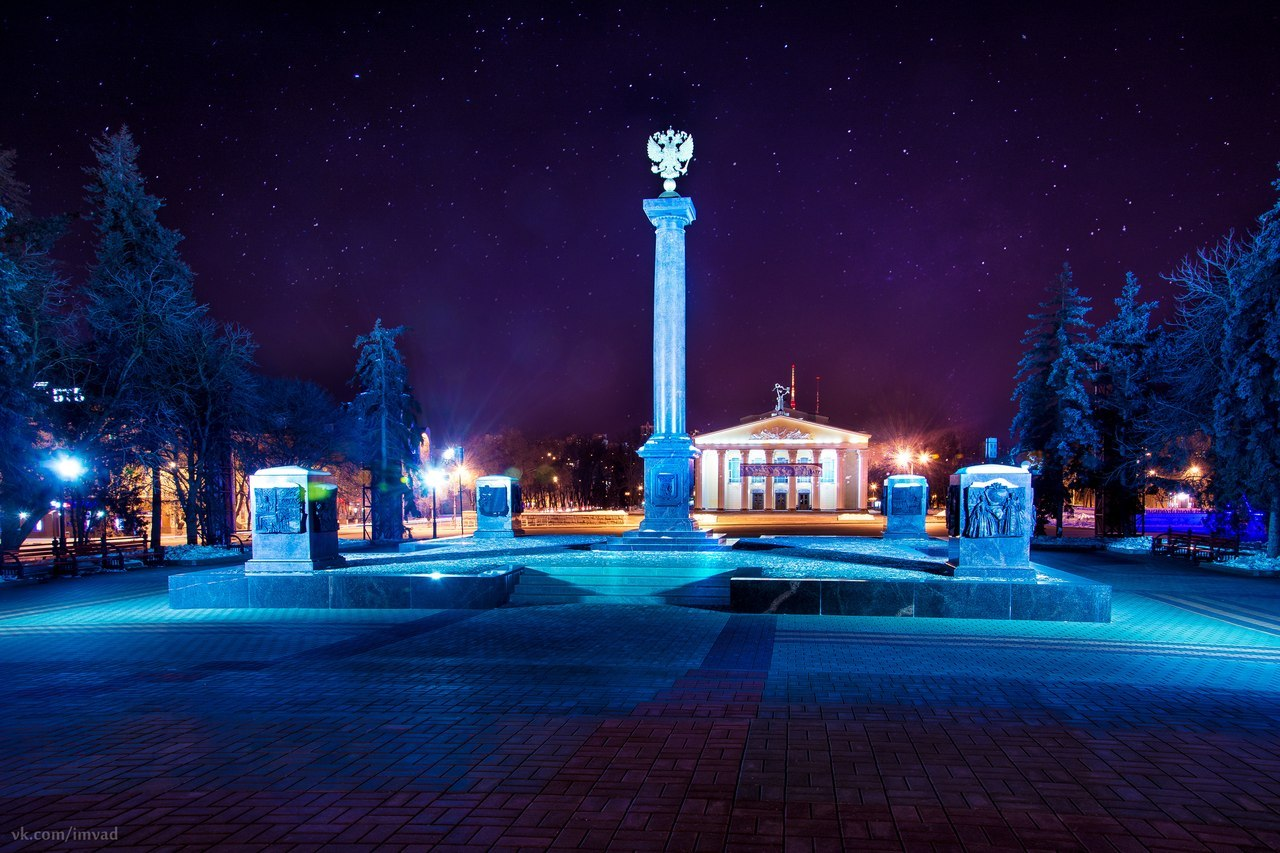
Вид в ночное время

## Критика проекта
Перенос памятника В. И. Ленину ухудшит его восприятие с учётом горизонта и ориентации, так как памятник Ленину создавался специально для площади. Это площадная скульптура в монументальной пластике. Для её обзора необходимо большое свободное пространство, возможность необходимого отдаления от памятника. Высока значимость фасадной части с широким радиусом. Статуя, также, изготовлена с учётом наилучшего восприятия при прямом освещении и должна быть установлена лицом к югу. Объёмы, габариты и пропорции памятника подразумевают высокий массивный постамент. Соблюдение этих требований на новой позиции, указанной в плане с сайта госзакупок схеме, невозможно. Кроме того, вместо основания в виде стилобата шириной 16 метров, являющегося неотъемлемой частью композиции, предлагается уместить постамент на более скромном квадрате шириной в 6 метров. Без сомнений, пострадает художественная ценность памятника. Кроме того, указанный участок улицы уже перегружен скульптурными композициями. На этом участке бульвара находятся «Белгородская Ника», «Учительница», бюст Андрея Попова, «Первые предприниматели». Причём все они являются станковыми и рассчитаны с учётом обзора с малого расстояния, что соответствует архитектуре улицы. Появление в этой среде громоздкого памятника Ленина нарушит структурную композицию улицы. Перенос в целом противоречит п. 1 ст. 33 Федерального закона N 73-ФЗ, в котором установлено, что «объекты культурного наследия подлежат государственной охране в целях предотвращения их повреждения, разрушения или уничтожения, изменения облика и интерьера, нарушения установленного порядка их использования, перемещения и предотвращения других действий, могущих причинить вред объектам культурного наследия…» Памятник В. И. Ленину (1959 г.), является памятником искусства, принятым на государственную охрану решением исполнительного комитета Белгородского областного Совета народных депутатов от 28 августа 1986 года N 368 «Об утверждении дополнительного списка памятников истории и культуры, взятых под государственную охрану» и расположен в границах историко-культурного заповедника «Старый Белгород». Зона историко-архитектурного заповедника — это зона, в которой должен максимально сохранится исторический характер городского центра. Охранные зоны памятников включают территории, окружающие отдельные памятники и их сосредоточение, в том числе служащую им фоном историческую застройку. Охранные зоны памятников предназначены для обеспечения сохранности памятника и ближайшей к нему среды, целесообразности его использования и благоприятного зрительного восприятия.
Городские власти игнорировали мнение горожан против переноса памятника Ленину, что привело к нескольким митингам протеста, отрицательными результатами голосования в социальных сетях и на форумах (недоступная ссылка). На сайте госзакупок сразу был объявлен тендер на установку стелы с переносом памятника Ленина, ещё до общественных слушаний. Позже госзаказ был отменен, и вновь выставлен после формальных общественных слушаний. Что косвенно подтверждает заинтересованность городских властей под предлогом установки стелы, также перенести памятник Ленину, и этим продолжить курс на борьбу с культом личности Ленина и декоммунизацией города. Ранее для этого была проведено массовое переименовывание улиц города.